# Église Saint-Pierre de Malmö
L'église Saint-Pierre (suédois : Sankt Petri kyrka) est une église protestante située dans la ville de Malmö en Suède.
C'est l'une des plus hautes structures de la ville et une des plus hautes églises de Suède.

## Historique
La construction a commencé dans les années 1300 et l'essentiel de l'église a été achevé en 1380.
L'église a fait l'objet d'une rénovation complète vers 1850, sous la direction du professeur Carl Georg Brunius de Lund. À cette occasion, presque tous les anciens meubles en bois ont été détruits. Le sol de toute l'église était recouvert de vieilles pierres tombales. Elles ont été soulevées et la plupart d'entre elles ont été brisées. Entre 1904 et 1906, l'architecte de la cathédrale, Theodor Wåhlin, tenta de restaurer ce qui avait échappé à la dévastation cinquante ans plus tôt. En 1852, la sacristie située sur le côté sud de l'église fut démolie. L'année suivante, en 1853, l'ancien mur d'enceinte de l'église est démoli. Dans l'angle sud-est du cimetière, l'école latine médiévale de l'église se trouvait depuis le début du XVe siècle. Elle fut abandonnée le 31 octobre 1827 pour de nouveaux locaux. Le bâtiment fut repris par la ville qui le transforma en station d'épandage mise en service en 1831. En 1868, l'équipement fut transféré dans une nouvelle station sur Baltzarsgatan et le bâtiment fut vendu à un particulier avec l'obligation de le démolir avant 1871. Tout le long du mur sud du cimetière se trouvaient également les "remises d'âmes" médiévales. Tous ces bâtiments ont disparu à cette époque. L'église a reçu sa flèche actuelle en 1890, lorsqu'elle a remplacé le capuchon de la tour qui avait été érigé dans les années 1770. L'orgue de Saint-Pierre datant de la fin du XVe siècle se trouve aujourd'hui au musée de Malmö.

## Dimensions
Les dimensions de l'édifice sont les suivantes ;
- Hauteur de la nef au transept : 25 m

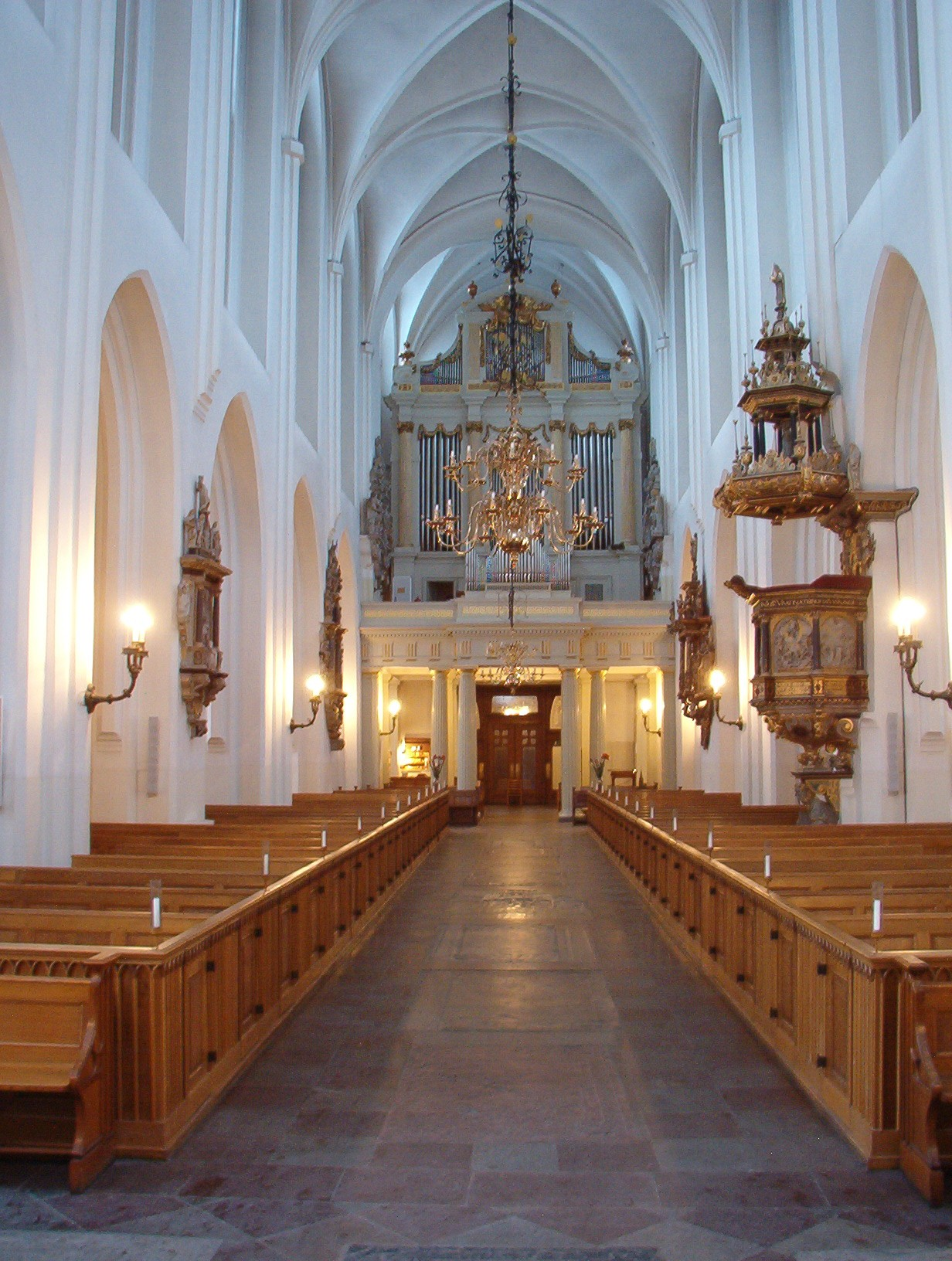
Intérieur de l'église.

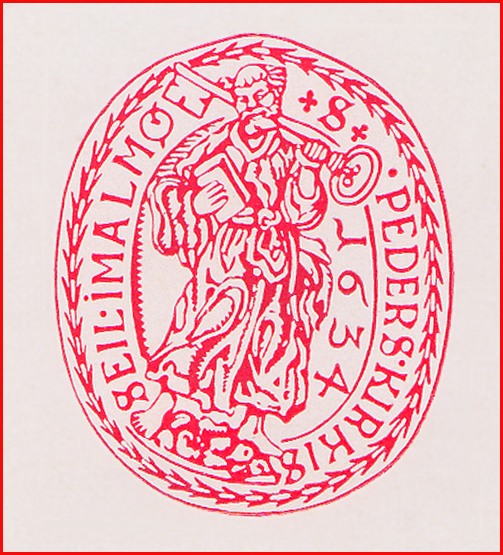
Le sceau de Église Saint-Pierre.

- Hauteur de la tour : 105 m